# 季振宜
季振宜（1630年—1673年），字詵兮，號滄葦，江南扬州府泰興縣季家市（今靖江市季市鎮）人。明末清初官員、豪富，與山西平阳亢氏並稱「北亢南季」。

## 生平
季振宜生於明崇禎三年（1630年）。季家为名门望族，曾祖父季縉為山東樂安縣縣丞，祖父季三卿是貢生，為河南祥符縣知縣，父親季寓庸是天啓二年（1622年）進士，迁居泰兴县城，建嘉树园，革职归里后经营盐业致富。收藏国宝级名画《富春山居图》之《无用师卷》。其兄季开生（1627—1659），字天中，号冠月，顺治六年（1649）中进士。
清顺治三年（1646）季振宜17岁中举，順治四年（1647年），18岁中進士，授浙江兰溪县知縣，後歷任刑部主事、戶部郎中，官至廣西道御史。擅長行書，工詩文，喜藏書，又精鑑別，貯書於“靜思堂”和“辛夷館”。
季振宜是清初著名藏書家，藏書之富，冠於江南，宋元名刻甚富；錢謙益的曾孫錢曾死後，其書盡歸振宜，後撰成《季滄葦藏書目》，該書搜集唐詩1859位作者的42931首诗，康熙時編《全唐詩》即以此為底本。康熙四十四年（1705年）五月下詔彭定求、沈三曾等10人修《全唐詩》，至次年十月，《全唐詩》在短短一年多时间内编成，這主要是利用了季振宜编《唐诗》和胡震亨编《唐音统籤》的成果，在這之前，季振宜與錢謙益整理唐诗七百十七卷，始於康熙三年（1664年），迄于康熙十二年（1673年），历时十年。
著有《靜思堂集》等。